# Österbytärnen
Österbytärnen är en sjö i Askersunds kommun i Närke och ingår i Motala ströms huvudavrinningsområde. Sjöns area är 0,002 kvadratkilometer och den befinner sig 160 meter över havet.